# Gaius
Gaius, uneori scris Caius, a fost un prenume comun latin. El este abreviat prin C.; abrevierea se trage de mai înainte de când alfabetul roman a început să diferențieze literele C și G.
Gaius se poate referi la mai multe persoane notabile cu acest nume:

## Persoane
- Gaius, un jurist (restul numelui său nu este cunoscut)
- Gaius (figură biblică)
- Gaius Acilius
- Gaius Antonius
- Gaius Antonius Hybrida
- Gaius Asinius Gallus
- Gaius Asinius Pollio
- Gaius Ateius Capito
- Gaius Aurelius Cotta
- Gaius Calpurnius Piso
- Gaius Canuleius, un tribun
- Gaius Cassius Longinus
- Gaius Claudius Glaber, un comandant militar roman
- Gaius Claudius Marcellus
- Gaius Cornelius Tacitus, orator roman celebru pentru anale și istorie
- Gaius Duilius
- Gaius Fabricius Luscinus
- Gaius Flaminius
- Gaius Flavius Fimbria
- Gaius Gracchus
- Gaius Julius Alpinus Classicianus
- Gaius Julius Antiochus Epiphanes Philopappos, consul și prinț sirian
- Gaius Julius Caesar, cunoscut mai mult ca „Julius Caesar”
- Gaius Julius Caesar Augustus Germanicus, cunoscut după porecla "Caligula"
- Gaius Julius Caesar Octavianus, cunoscut mai mult ca "Augustus Caesar"
- Gaius Julius Caesar Strabo
- Gaius Caesar (sau Gaius Vipsanius Agrippa)
- Gaius Julius Callistus
- Gaius Julius Civilis
- Gaius Julius Hyginus
- Gaius Julius Marcus
- Gaius Julius Priscus
- Gaius Julius Solinus
- Gaius Julius Vindex, governatorul Lusitaniei
- Gaius Laelius
- Gaius Licinius Stolo
- Gaius Livius Drusus
- Gaius Lucilius
- Gaius Lutatius Catulus
- Gaius Maecenas
- Gaius Marcius Coriolanus
- Gaius Marcius Rutilus
- Gaius Marius
- Gaius Matius
- Gaius Memmius
- Gaius Nautius Rutilus
- Gaius Octavius
- Gaius Oppius
- Gaius Papirius Carbo, consul
- Gaius Papirius Carbo, tribun
- Gaius Popillius Laenas
- Gaius Rabirius
- Gaius Rubellius Blandus
- Gaius Sallustius Crispus Passienus
- Gaius Servilius Ahala
- Gaius Servilius Glaucia
- Gaius Suetonius Paulinus
- Gaius Platonistul, un filosof
- Gaius Valerius Flaccus
- Gaius Valerius Pudens
- Gaius Volusenus

## Personaje fictive
- Gaius Octavian (Rome character), Roma
- Gaius Helen Mohiam, Duna
- Gaius Baltar, Battlestar Galactica
- Gaius Sextus, Gaius Septimus și Gaius Octavian aka Tavi, Codex Alera
- Gaius, Merlin
- Gaius Maro din The Elder Scrolls V: Skyrim
- General Gaius, un personaj din Dust: An Elysian Tail
- Gaius Van Baelsar, antagonistul principal din Final Fantasy XIV: A Realm Reborn
- King Gaius, un personaj din Tales of Xillia